# NGC 265
NGC 265 (również ESO 29-SC14) – gromada otwarta znajdująca się w gwiazdozbiorze Tukana. Została odkryta 11 kwietnia 1834 roku przez Johna Herschela. Gromada ta znajduje się w Małym Obłoku Magellana.